# Пара (приток Оки)

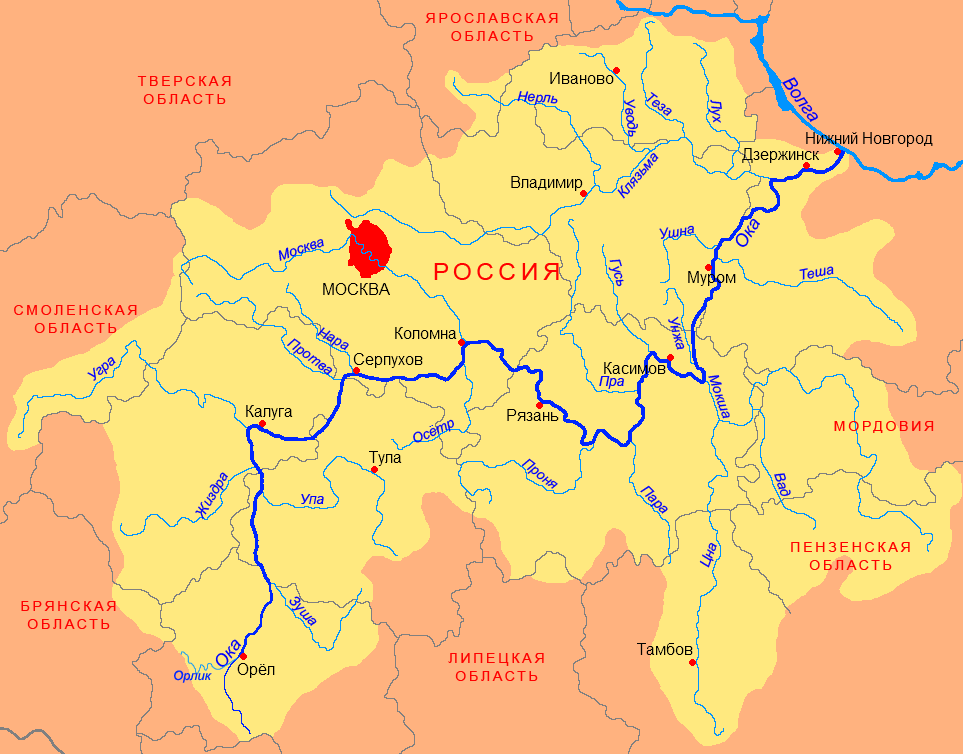
Бассейн Оки

Пара́ — река в России, протекает в основном в Рязанской области (Сараевский, Сапожковский, Путятинский и Шиловский районы), только несколько первых километров в Тамбовской области (Сосновский и Моршанский районы). Устье реки находится в 556 км по правому берегу реки Ока. Длина реки составляет 192 км, площадь водосборного бассейна 3590 км².
Течёт на север по Окско-Донской равнине. Питание преимущественно снеговое. Замерзает в ноябре, вскрывается в апреле. Сплавная.

## Данные водного реестра
По данным государственного водного реестра России относится к Окскому бассейновому округу, водохозяйственный участок реки — Ока от города Рязань до водомерного поста у села Копоново, без реки Проня, речной подбассейн реки — бассейны притоков Оки до впадения Мокши. Речной бассейн реки — Ока.
Код объекта в государственном водном реестре — 09010102212110000025928.

### Притоки (км от устья)
- 22 км: река Ибреда (лв)
- 62 км: река Песочинка (Берёзовка) (лв)
- 77 км: река Пожва (лв) — 54°03′27″ с. ш. 40°53′36″ в. д.HGЯO
- 99 км: река Ширино (Шарня) (пр)
- 114 км: река Унгор (пр)
- 122 км: река Алешина (лв)
- 126 км: река Вёрда (лв)
- 129 км: река Белая (пр)
- 136 км: река Грязная (лв)